# Baulers
Baulers is een dorp in de Belgische provincie Waals-Brabant en een deelgemeente van de Belgische gemeente Nijvel. Tot 1 januari 1977 was het een zelfstandige gemeente.

## Formule 1
Begin jaren 70 werd op het grondgebied van Baulers een nieuw racecircuit gebouwd met de bedoeling er de Grand Prix Formule 1 van België te organiseren nadat deze om veiligheidsredenen niet langer op het Circuit Spa-Francorchamps kon gereden worden. De wedstrijd werd in 1972 en 1974 inderdaad gehouden op deze renbaan. Daarnaast werden ook andere wedstrijden georganiseerd. De eigenaar van het circuit kwam echter al snel in de financiële problemen en in 1981 werd het faillissement uitgesproken. Begin 21e eeuw werd wat er nog overbleef van de installaties gesloopt en werd op het terrein een bedrijvenzone ontwikkeld.

## Bezienswaardigheden
- De Sint-Remigiuskerk (Église Saint-Rémy) is een classicistisch kerkgebouw van 1784-1785 met een toren van 1894.
- De Moulin de Bouillon, een onderslagmolen op de Thines.
- De Moulin Labiwez, een bovenslagmolen op de Thines.

## Natuur en landschap
Baulers ligt aan de Thines aan de rand van de kom van Nijvel. De hoogte aan de kerk bedraagt 123 meter.

## Demografische ontwikkeling
- Bron: NIS; Opm:1831 t/m 1970=volkstellingen; 1976=inwoneraantal op 31 december

## Nabijgelegen kernen
Nijvel, Thines, Witterzée